# Ritmos latinos (álbum)
Ritmos Latinos es un disco compilatorio de éxitos donde la agrupación de Cortijo y su Combo, Joe Valle y su Orquesta ejecutan seis números de ritmos latinoamericanos, grabado en mayo de 1957. Es el séptimo long play compilado donde incluyen seis números de la Sonora Matancera.

## Canciones
1. Micaela
2. El Pilón de Tomasa
3. Juan José
4. Chóngolo
5. Fue por tu Pecado
6. Felicidades
7. No te Quedes Mirando*
8. Amor sin Esperanza*
9. Sixto el Caramelero*
10. Te Engañaron Corazón*
11. Linstead Market*
12. Luces de Nueva York*

(*)Interpretados con la Sonora Matancera
- Datos: Q6109167